# Comalapa (El Salvador)
Comalapa è un comune del dipartimento di Chalatenango, in El Salvador.
La città è servita dal Comalapa International Airport (codice IATA: SAL,codice ICAO: MSLP), l'aeroporto più grande dell'El Salvador.

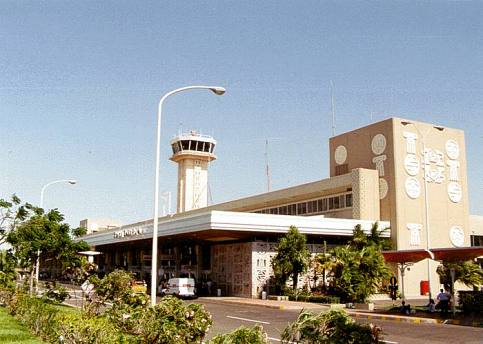
Aeroporto internazionale di Comalapa